# Blumine Island
Blumine Island (auch, Pig Island, auf Māori Oruawairua) ist eine 3,8 km² große bewaldete Insel im Queen Charlotte Sound, einem der Marlborough Sounds nördlich der Südinsel Neuseelands. Die Insel wird vom Department of Conservation verwaltet.
Die nächstliegende große Insel ist die langgestreckte Insel Arapawa Island, die sich von Südwest bis Nordosten um Blumine Island und das kleinere Pickersgill Island herumzieht. Zwischen Blumine Island und Arapawa Island liegt im Südosten die nur wenige 100 m breite Patten Passage.
Die Insel ist als Blumine Island Scenic Reserve unter Schutz gestellt und nur mit dem Boot zugänglich. Auf ihr befindet sich ein einfacher Campingplatz.
Die Insel wurde 1865 für eine Lotsen- und Signalstation reserviert, dann aber für die Schafzucht verwendet. 1912 wurden 0,46 km² im Süden der Insel zur "Scenic Reserve" erklärt. Da es auf der Insel keine eingeschleppten Raubtiere gibt, dient Blumine als Schutzgebiet für verschiedene gefährdete Vogelarten (u.a Rowi  und Tieke).

## Geschützbatterien
Während des Zweiten Weltkrieges wurde die Insel vom Militär verwaltet. Auf ihr wurden im Rahmen eines 1941 Konzeptes zur Verteidigung der Marlborough Sounds und der Schaffung eines vor den Japanern geschützten Ankerplatzes für die US Navy auf Blumine Islands zwei Geschützstellungen für 6-Zoll-Geschütze der 84. Schweren Batterie errichtet.
Die Bauarbeiten wurden Mitte Juni 1942 vollendet und von den steilen Hängen und dem weichen Gestein der Insel behindert. Schließlich errichtete man aus mit zwei Kähnen herangebrachtem Material einen Kai, zwei Geschützbatterien mit Beobachtungsposten und Lagerraum, ein Lager für die Mannschaft und Einrichtungen zur Strom- und Wasserversorgung. Die Stellungen waren im September feuerbereit und wurden am 9. März 1943 erstmals erprobt. Eine Mannschaft von 2 Offizieren und 20 Mann, ab Ende 1943 ein Unteroffizier und 7 Mann waren auf der Insel stationiert.
Nachdem nach der Schlacht um Midway die Bedrohung durch die Japaner zurückging, wurde die Batterie September 1943 aus dem aktiven Dienst genommen und die Kanonen im Oktober demontiert und nach Auckland geschafft. Bis Dezember 1945 wurde der größte Teil der Einrichtungen demontiert. Die Geschützstellungen wurden niemals tatsächlich eingesetzt.